# Ліцензування закладу вищої освіти
Ліцензування закладу вищої освіти — процедура визнання спроможності закладу вищої освіти певного типу розпочати освітню діяльність, пов'язану із здобуттям вищої освіти та кваліфікації, відповідно до вимог стандартів вищої освіти, а також до державних вимог щодо кадрового, науково-методичного та матеріально-технічного забезпечення;

## Ліцензований напрям
Напрям, за яким заклад вищої освіти певного типу визнаний спроможним провадити освітню діяльність, пов'язану із здобуттям вищої освіти та кваліфікації.

## Ліцензована спеціальність
Спеціальність відповідного освітньо-кваліфікаційного рівня, за якою заклад вищої освіти певного типу визнаний спроможним провадити освітню діяльність, пов'язану із здобуттям вищої освіти та кваліфікації.

## Правила ліцензування
У ліцензіях на освітню діяльність зазначаються назва напряму, спеціальності, освітньо-кваліфікаційний рівень та обсяги підготовки, термін дії ліцензії, а також юридична адреса закладу вищої освіти, його відокремлені структурні підрозділи (філії) та їх юридичні адреси.
Ліцензування освітньої діяльності закладів вищої освіти здійснюється перед початком підготовки фахівців за напрямом, пеціальністю спеціально уповноваженим центральним органом виконавчої влади у галузі освіти і науки шляхом проведення ліцензійної експертизи.
Спеціально уповноважений центральний орган виконавчої влади у галузі освіти і науки на підставі заяви закладу вищої освіти про проведення ліцензійної експертизи у двомісячний термін приймає рішення про видачу ліцензії або про відмову у її видачі.
Обов'язковою умовою видачі ліцензії закладам вищої освіти є наявність у них необхідної матеріально-технічної, науково-методичної та інформаційної бази, бібліотеки, науково-педагогічних кадрів за нормативами, що встановлюються спеціально уповноваженим центральним органом виконавчої влади у галузі освіти і науки.
Закладу вищої освіти, що успішно пройшов ліцензійну експертизу, видається ліцензія на освітню діяльність, як правило, на термін завершення циклу підготовки фахівців за напрямом, спеціальністю, але не менше ніж на три роки. Продовження терміну дії ліцензії здійснюється у порядку, встановленому для її одержання. З дня прийняття рішення про ліквідацію закладу вищої освіти видана ліцензія втрачає чинність.
Заклади вищої освіти, що мають ліцензії, вносяться спеціально уповноваженим центральним органом виконавчої влади у галузі освіти і науки до Державного реєстру закладів вищої освіти.
За результатами акредитації напрямів, спеціальностей та закладів вищої освіти видаються сертифікати у порядку, встановленому Кабінетом Міністрів України.
У сертифікаті про акредитацію напряму або спеціальності (або у додатку до нього) зазначаються назва напряму або спеціальності, освітньо-кваліфікаційний рівень та обсяги підготовки, термін дії сертифіката, а також юридична адреса закладу вищої освіти, його відокремлені структурні підрозділи (філії) та їх юридичні адреси.

## Офіційні акредитаційні органі
Акредитація обраної навчальної спеціальності та закладу вищої освіти здійснюється спеціально уповноваженим центральним органом виконавчої влади у галузі освіти і науки шляхом проведення акредитаційної експертизи.
Спеціально уповноважений центральний орган виконавчої влади у галузі освіти і науки на підставі заяви закладу вищої освіти про проведення акредитаційної експертизи приймає рішення про видачу сертифіката про акредитацію напряму, спеціальності та закладу вищої освіти чи про відмову у його видачі.

## Отримання сертифікату
Заклади вищої освіти, що успішно пройшли акредитаційну експертизу, отримують сертифікат про акредитацію напряму, спеціальності або закладу вищої освіти, термін дії якого не може перевищувати 10 років. Продовження терміну дії сертифіката
здійснюється у порядку, встановленому для його одержання. З дня прийняття рішення про ліквідацію закладу вищої освіти виданий сертифікат втрачає чинність.
Ліцензії на освітню діяльність та сертифікати про акредитацію напрямів, спеціальностей та закладів вищої освіти можуть бути анульовані відповідно до закону.
Рішення спеціально уповноваженого центрального органу виконавчої влади у галузі освіти і науки з питань ліцензування та акредитації можуть бути оскаржені до суду.

## Джерело
- Вища освіта в Україні [Архівовано 9 листопада 2015 у Wayback Machine.]
- Портал — Вища освіта [Архівовано 14 листопада 2015 у Wayback Machine.]
- Сайт Міністерства освіти і науки України [Архівовано 23 червня 2016 у Wayback Machine.]
- Закон України «Про вищу освіту» [Архівовано 23 січня 2022 у Wayback Machine.]